# Loxophlebia aurantiaca
Loxophlebia aurantiaca là một loài bướm đêm thuộc phân họ Arctiinae, họ Erebidae.